# 高浜村 (熊本県)
高浜村（たかはまむら）は熊本県の天草諸島、天草下島に存在していた村。

## 歴史
- 1889年（明治22年）4月1日 - 町村制の施行に伴い、単独で自治体を形成。
- 1956年（昭和31年）9月21日 - 高浜村が下田村・福連木村・大江村と合併して天草町が発足。